# Trémeur
 Trémeur (en bretó Treveur) és un municipi francès, situat a la regió de Bretanya, al departament de Costes del Nord. L'any 2006 tenia 682 habitants. Limita al nord amb Mégrit, a l'oest amb Sévignac, a l'est amb Trédias i al sud amb Broons.

## Administració
| Període   | Identitat      | Partit |
| --------- | -------------- | ------ |
| 1935-1971 | Eugène Guinard |        |
| 1971-1989 | André Guitton  |        |
| 1989-2001 | Josiane Lamé   |        |
| 2001-     | Henri François |        |

## Demografia
| Evolució de la població |      |      |      |      |      |      |      |      |
| 1793                    | 1800 | 1806 | 1821 | 1831 | 1836 | 1841 | 1846 | 1851 |
| -                       | -    | 760  | -    | 965  | 981  | 947  | 1044 | 974  |

| 1856 | 1861 | 1866 | 1872 | 1876 | 1881 | 1886 | 1891 | 1896 |
| ---- | ---- | ---- | ---- | ---- | ---- | ---- | ---- | ---- |
| 948  | 1009 | 1057 | 1077 | 1066 | 1126 | 1154 | 1161 | 1161 |

| 1901 | 1906 | 1911 | 1921 | 1926 | 1931 | 1936 | 1946 | 1954 |
| ---- | ---- | ---- | ---- | ---- | ---- | ---- | ---- | ---- |
| 1127 | 1175 | -    | -    | -    | -    | -    | -    | -    |

| 1962 | 1968 | 1975 | 1982 | 1990 | 1999 | 2006 | 2011 | 2016 |
| ---- | ---- | ---- | ---- | ---- | ---- | ---- | ---- | ---- |
| 597  | 658  | 592  | 595  | 613  | 627  | 682  | -    | -    |

| 2019 | - | - | - | - | - | - | - | - |
| ---- | - | - | - | - | - | - | - | - |
| -    | - | - | - | - | - | - | - | - |